# Gymnothorax panamensis
Gymnothorax panamensis is een  straalvinnige vissensoort uit de familie van murenen (Muraenidae). De wetenschappelijke naam van de soort is voor het eerst geldig gepubliceerd in 1876 door Steindachner. De soort komt voor het centrale en zuidelijke deel van de oostelijke Stille Oceaan, van Californië tot Ecuador en de Galapagoseilanden. Steindachners exemplaren waren afkomstig uit Panama.
De soort staat op de Rode Lijst van de IUCN als niet bedreigd, beoordelingsjaar 2007.